# 靜修學園前停留場
靜修學園前停留場（日语：／ Seishū-gakuen-mae teiryūjō */?）是位於北海道札幌市中央區的札幌市交通局（札幌市電車）山鼻線的鐵路車站。車站位於西7丁目通及豐水通的十字路口（南16条西6丁目）北面。

## 歷史
- 1925年（大正15年）7月16日 - 第一中學前站開始營業。
- 1928年（昭和3年）5月10日 - 改稱為一中前站。
- 1948年（昭和23年）8月23日 - 改稱為南16条靜修高等學校前站。
- 1950年（昭和25年）3月24日 - 改稱為南16条站。
- 1951年（昭和26年） - 「南高校前」～「柏中學前（現在的幌南小學前）」之間雙線化。
- 1959年（昭和34年）4月1日 - 改稱為山鼻16条站。
- 1965年（昭和40年）4月1日 - 改稱為現在的名稱。

## 車站構造
車站屬於2面2線的側式月台。北面的月台為往薄野方向、而南面的月台則是往中央圖書館、西4丁目方向，並連接行人穿越道。

兩個月台之間設置渡線，原本是用作以前4系統及臨時2系統的起點站及終點站轉向之用。現在雖然不太常用，不過亦會作為臨時2系統等折返之用。

安全區域設置地面融雪系統及有蓋月台。由於連接行人穿越道，上下車時要注意車輛。

## 車站周邊
- 札幌靜修高等學校
- 北海道札幌南高等學校
- 中島公園
- JR北海道巴士「靜修學園前」站

## 相鄰停留場
札幌市交通局（札幌市電）
山鼻線
山鼻19條（SC16）－靜修學園前（SC17）－行啟通（SC18）

## 外部連結
- 札幌市交通局（日文）